# Grauweihe
Die Grauweihe (Circus cinereus) ist eine mittelgroße Art der Weihen, die in Südamerika weit verbreitet ist und für die ein ausgeprägter Geschlechtsdimorphismus charakteristisch ist. Die bis zu einem Viertel größeren Weibchen sind auf der Körperoberseite meist braun, die Männchen dagegen grau. Bei beiden ist die Körperunterseite weiß und braun quergebändert.
Die Bestandssituation der Grauweihe wird von der IUCN mit ungefährdet (least concern) angegeben. Es werden keine Unterarten unterschieden.

## Erscheinungsbild

### Maße und unbefiederte Körperpartien
Die Grauweihe erreicht eine Körperlänge von 39 bis 48 Zentimeter, wovon bei den Männchen 20 bis 25 und bei den Weibchen 23 bis 28 Zentimeter auf den Schwanz entfallen. Die Flügel haben bei den Männchen eine Länge von 30 bis 34 Zentimeter, bei den Weibchen von 34 bis 37 Zentimeter. Die Flügelspannweite beträgt 90 bis 115 Zentimeter. Das Gewicht liegt bei den Männchen zwischen 315 und 407 Gramm, die Weibchen wiegen zwischen 427 und 510 Gramm. Die Augen adulter Vögel sind gelb. Der Schnabel ist gelb, die Wachshaut ist gelb bis grünlich gelb. Die Beine und Füße sind orangegelb.

### Männchen

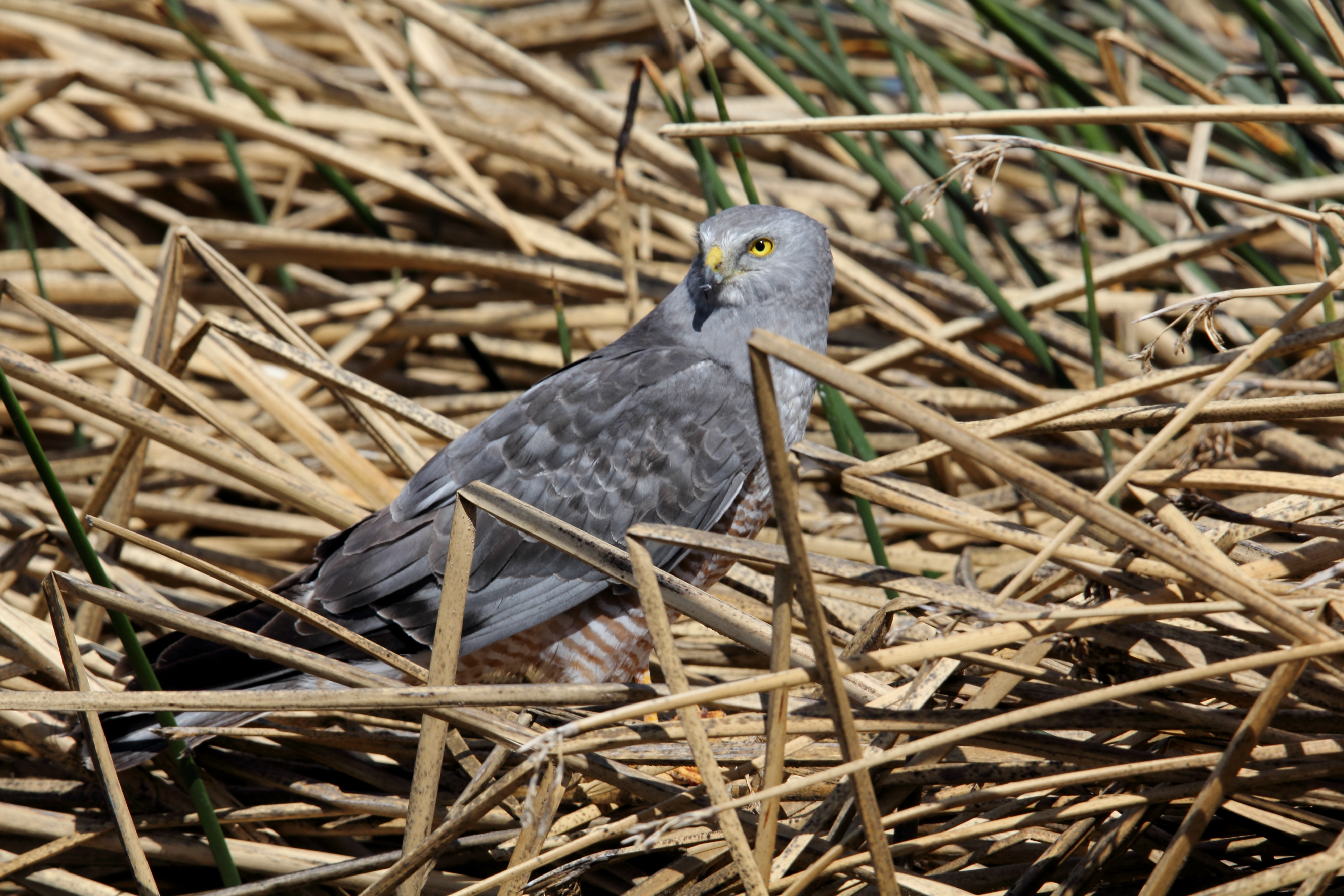
Grauweihe, Männchen

Beim Männchen sind Kopf, Vorderbrust und Körperseite überwiegend grau. Der Rücken und die Flügeldecken etwas dunkler. Das Schwanzgefieder hat diffuse schwarze Endbinden. Die untere Brust, der Bauch und die Schenkel sind weiß mit einer auffälligen rotbraunen Querbänderung.
Das graue Gefieder ist bei Männchen ab dem Alter von sechs Monaten erkennbar. Es zeigt sich zunächst auf dem Kopf und an der Vorderbrust. Männchen im zweiten Lebensjahr haben auf der Körperoberseite noch einen leicht graubraunen Ton.

### Weibchen
Weibchen sind auf der Körperoberseite dunkelbraun bis dunkel Kastanienbraun. Die einzelnen Federn sind hell gesäumt und sie haben außerdem einzelne cremefarbene und grauweiße Flecken. Die Körperunterseite ist von der Grundfarbe weiß, die Kehle ist sehr dicht braun längsgestrichelt. Die Brust ist dunkelbraun quergebändert und die übrige Körperunterseite ist wie beim Männchen rotbraun quergestrichelt.
Jungvögel sind unabhängig vom Geschlecht zunächst wie das Weibchen gefiedert, sind allerdings auf der Körperoberseite mehr schwarzbraun.

## Verbreitungsgebiet und Lebensraum

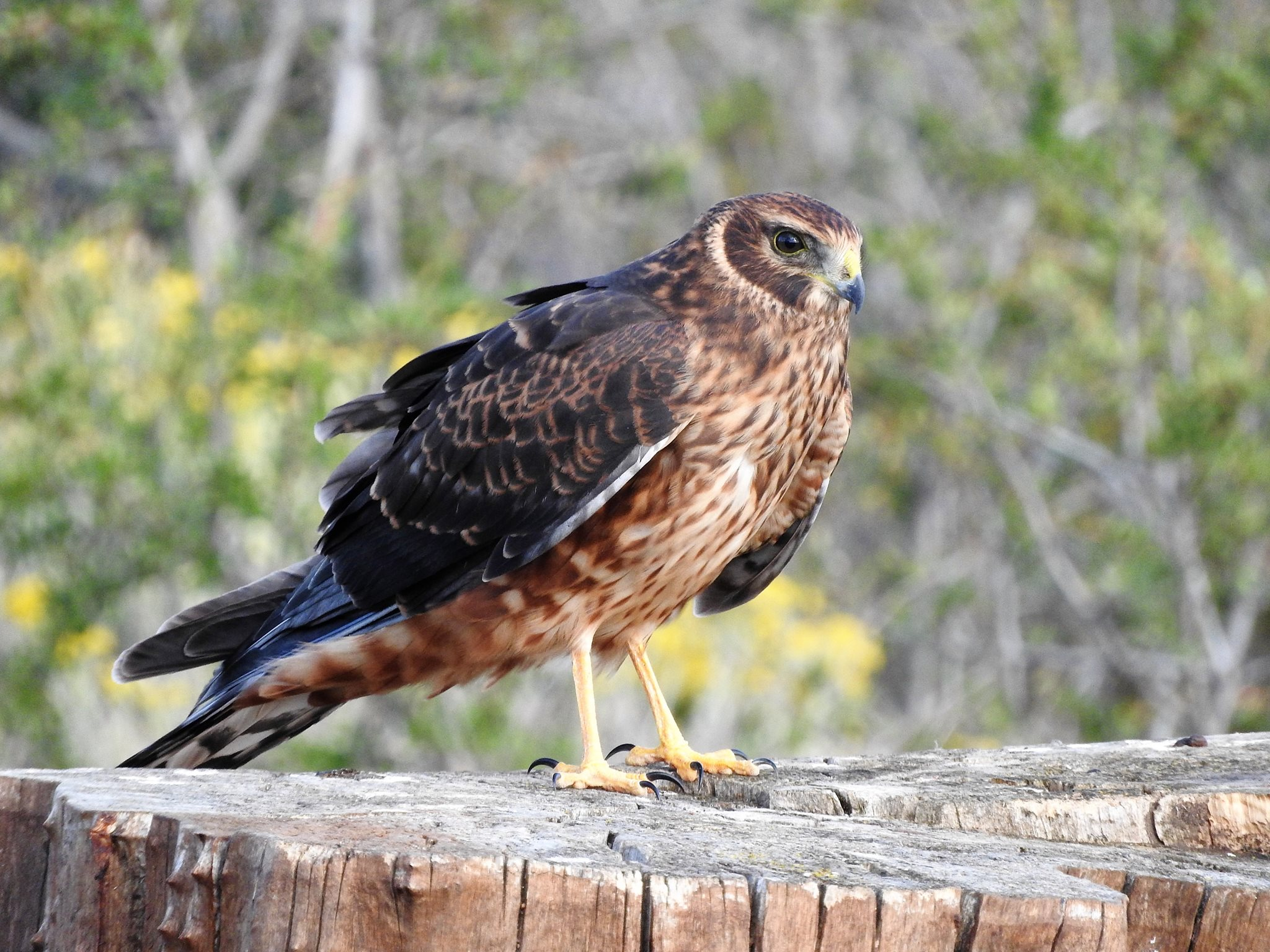
Grauweihe, Weibchen

Das Verbreitungsgebiet der Grauweihe erstreckt sich von den Anden Kolumbiens und Ecuadors über Peru und Bolivien bis nach Feuerland. Nichtbrütende Grauweihen sind gelegentlich auch in Paraguay, im Nordosten von Argentinien, sowie in Uruguay zu sehen. Auf den Falklandinseln, auf denen sie ursprünglich vorkamen, sind sie nur noch gelegentlich ein Irrgast. Die Grauweihe kommt teilweise in den Hochanden vor und ist gelegentlich noch in 4500 Höhenmetern anzutreffen. Sie kommt aber in einigen Regionen, darunter die Küstengegenden von Bolivien und Peru, auch im Tiefland vor. Typischer ist sie jedoch in Bergregionen. So kommt sie im Nordwesten Argentiniens an großen Seen in Gebirgstälern in Höhenlagen von etwa 3000 Höhenmetern vor.
In den größten Teilen des Verbreitungsgebietes ist die Grauweihe ein Standvogel. Die Populationen in Patagonien ziehen im April bis Mai, dem Beginn des südlichen Winterhalbjahres, nach Norden und kehren in den Monaten September bis Oktober zurück. In den Tiefebenen Argentiniens, in Uruguay und im äußersten Südosten Brasiliens ist sie dagegen ein Teilzieher. Bei den in den Anden lebenden Populationen gibt es vermutlich eine saisonale Höhenwanderung.
Der Lebensraum sind offenes Gelände, besonders aber Marschen, Schilfbestände im Grasland und weiträumige Moore.

## Lebensweise

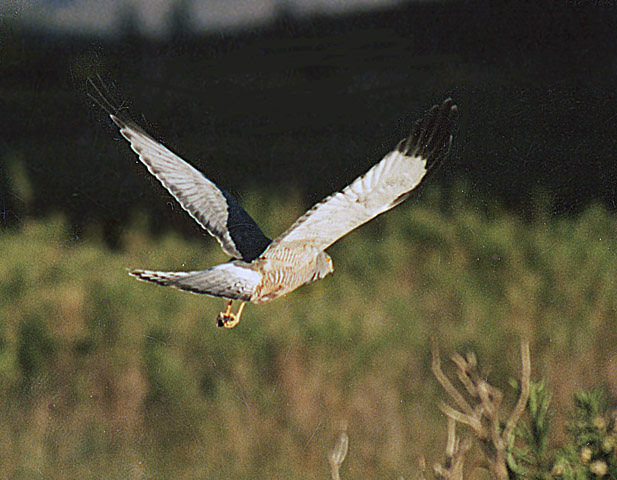
Männchen im Flug

Die Grauweihe lebt gewöhnlich einzelgängerisch oder paarweise. An Ruheplätzen und in der Nähe überreichlichen Nahrungsangebotes kann es mitunter zu einer Ansammlung von mehreren Individuen kommen.
Das Nahrungsspektrum der Grauweihe ist noch nicht abschließend untersucht. Sie deckt aber vermutlich den größten Teil ihres Nahrungsangebotes mit kleinen Säugetieren sowie Vögeln. Sie frisst regelmäßig die Nestlinge von Blässhühner und anderen Vögeln der Feuchtgebiete. Daneben frisst sie Leguane, Insekten und Frösche. Sie überfliegt während der Nahrungssuche große Teile ihres jeweiligen Verbreitungsgebietes und dabei gelegentlich nur zwei bis fünf Meter über dem Grund. Männchen wurden auch schon dabei beobachtet, wie sie von Ansitzwarten aus aufflogen, um dann Vögel zu erbeuten. Grauweihen sind jedoch keine typischen Ansitzjäger.

## Fortpflanzung
Im Vergleich zur ebenfalls in Südamerika vorkommenden Weißbrauenweihe ist die Brutzeit der Grauweihe kürzer. Sie fällt im Süden des Verbreitungsgebietes zwischen Oktober und Januar, wobei die Eiablage in der Regel nicht vor Mitte November beginnt. Die Nestlinge fliegen im Januar aus.
Das Nest ist eine Plattform aus Schilf, Gräsern und ähnlicher Plattform und hat eine Höhe von 10 bis 30 Zentimeter und einen Durchmesser von 30 bis 40 Zentimeter. Gelegentlich errichten sie ihre Nester auch im Flachwasser, dann benutzen sie in der Regel die Nester von Blässhühnern als Grundlage und errichten ihre Nistplattformen darauf. In diesen Fällen kann die Plattform bis zu 3 Meter hoch sein. Das Gelege besteht gewöhnlich aus drei bis vier Eiern. Die Brutzeit beträgt etwa 30 Tage. Die Nestlingszeit ist bislang nicht bekannt.

## Etymologie und Forschungsgeschichte
Die Erstbeschreibung der Grauweihe erfolgte 1816 durch Louis Pierre Vieillot unter dem Namen Circus cinereus. Als Verbreitungsgebiet gab er Paraguay und Río de la Plata an. Vieillot bezog sich auf Gavilane del campo del ceniciento und Gavilane del campo del pardo von Félix de Azara. 1799 führte Bernard Germain Lacépède die neue Gattung Circus ein. Der Name stammt vom griechischen Wort κιρκος circos steht für einen „teilweise mystischen Greifvogel“. Der Artname cinereus hat seinen Ursprung in lateinisch cinereus, cinis, cineris ‚aschfarben, Asche‘. Alfred Laubmann hatte für sein Werk Die Vögel von Paraguay keinen Balg zur Verfügung. Die einzigen Nachweise in der Literatur fand, bezogen sich alle auf Azara, so dass er keinen gesicherten Nachweis für Paraguay sah.